# 杨柳乡 (印江土家族苗族自治县)
杨柳乡，是中国贵州省铜仁地区印江土家族苗族自治县下辖的一个乡镇级行政单位。

## 行政区划
杨柳乡共辖以下地区：
杨柳村、凯坪村、杨家寨村、崔家山村、新屯村、白虎咀村、茶山村、竹林村、何家村、中心村、大路村、中山村、大兴村。